# Rafael Camacho
Rafael Euclides Soares Camacho (ur. 22 maja 2000 w Lizbonie) – portugalski piłkarz pochodzenia angolskiego, grający na pozycji napastnika w klubie Sporting CP.